# Mallophora tertiavitrea
Mallophora tertiavitrea là một loài ruồi trong họ Asilidae. Mallophora tertiavitrea được Artigas & Angulo miêu tả năm 1980. Loài này phân bố ở vùng Tân nhiệt đới.